# Reserva comunal Machiguenga
La Reserva comunal Machiguenga es un área natural protegida en el Perú. Se encuentra en el distrito de Echarate en la provincia de La Convención, región Cusco.
Fue creada el 14 de enero de 2003 mediante Decreto Supremo Nº003-2003-AG. Tiene una extensión de 218 905,63 hectáreas. En el 2021, el Organismo Especializado de las Naciones Unidas para la Educación, la Ciencia y la Cultura (Unesco) reconoció a la reserva comunal Machiguenga como Zona Núcleo de la Reserva de Biósfera Avireri-Vraem.
En este territorio, habitan comunidades del pueblo machiguenga, cuya lengua pertenece a la familia Arawak. La reserva es co-gestionada por el Servicio Nacional de Áreas Naturales Protegidas por el Estado (Sernanp) y el ejecutor de contrato de la reserva comunal Machiguenga, que reúne a 14 comunidades indígenas, un asentamiento rural y tres organizaciones indígenas. De esta manera, se monitorea, vigila y controla el área mediante la gestión participativa. En el área protegida, las comunidades que conforman la reserva pueden aprovechar los recursos para su propio sostenimiento.